# Ielizàrievo
Ielizàrievo (en rus: Елизарьево) és un poble de l'óblast de Tomsk, a Rússia, que el 2021 tenia 210 habitants.